# Гунделинда Баварская
Принцесса Гунделинда Баварская (полное имя: Гунделинда Мария Йозефа, нем. Gundelinda Maria Josepha, 26 августа 1891, Мюнхен — 16 августа 1983, Мос, Бавария) — баварская принцесса из династии Виттельсбахов, самый младший ребёнок в семье короля Баварии Людвига III и Марии Терезии Австрийской.

## Биография
Гунделинда родилась 26 августа 1891 года в Мюнхене. Она стала тринадцатым, самым младшим, ребёнком и девятой дочерью в семье баварского принца Людвига и его супруги Марии Терезии Австрийской.
1913 году её отец вступил на баварский престол под именем Людвига III.
В возрасте 27 лет вышла замуж за 31-летнего графа Иоганна Георга фон Прейссинг-Лихтенег-Моос (1887—1924). Свадьба состоялась 23 февраля 1919 года в замке Вильденварт. Для жениха это был второй брак. Его первая жена умерла за три года до этого.
У Гунделинды и Иоганна Георга родилось двое детей:
- Иоганн Каспар фон Прейссинг-Лихтенег-Моос (19 декабря 1919 — 14 февраля 1940), умер в возрасте 20 лет. Женат не был. Детей не имел.
- Мария Терезия фон Прейссинг-Лихтенег-Моос (23 марта 1922 — 14 сентября 2003), была дважды замужем, имела трех сыновей от обоих браков:
  - Рупрехт-Максимилиан фон унд цу Арко-Циннеберг (род. 14 января 1941), 11 июля 1968 года женился на графине Катарине Хенкель фон Доннерсмарк (род. 1943). У пары родилось двое детей.
  - Людвиг фон унд цу Арко-Циннеберг (20 июня 1944 — 14 августа 1944), умер в младенчестве.
  - Рипранд фон унд цу Арко-Циннеберг (25 июля 1955 — 24 августа 2021), 31 марта 1980 женился Марии Беатрикс Австрийской (род. 1954). У пары родилось шесть дочерей.

Иоганн Георг умер 1924 году. Гунделинда пережила его почти на шестьдесят лет и ушла из жизни 16 августа 1983 года в замке Моос.